# 程潇
程潇（韓語：성소，1998年7月15日—），出生于广东省深圳市，中國女歌手、演员，樂華娛樂旗下藝人。2016年2月25日，以樂華娛樂與韓國STARSHIP娛樂旗下女子组合宇宙少女成员，发行首张迷你专辑《WOULD YOU LIKE?》出道，在隊內擔任主領舞。現以solo身份活動。

## 个人背景

### 生活
1998年7月15日，程瀟在中国广东省深圳市出生。她從5歲開始學習中國民族舞蹈10年，隨後被星探發掘兩次。有一個相差6歲的妹妹叫程晨，為樂華娛樂練習生。

## 经历

### 出道前
2015年12月22日，EXY、恩熙、程潇、多榮、苞娜、雪娥、美岐、多愿演唱《All I Want For Christmas is You》。12月28日，与组合成员EXY、宣儀、恩熙和UNIQ组合合作演唱新年主题单曲《新年快乐》。2016年2月20日，程潇随宇宙少女在KT“GIGA Legend Match”进行出道前的首次公演。

### 2016年
2016年2月25日，以宇宙少女 WONDER组成员的身份出道。發行首張迷你專輯《WOULD YOU LIKE?》正式出道。主打歌是《MoMoMo》专辑发行后在统计平台hanteo排行榜的日榜上排名第一；3月1日，随宇宙少女参加在北京举行的“乐耀星船·乐华娱乐XSTARSHIPent星品发布会”在中国正式出道，此外，她们还获得了唱工委员组颁发的最具潜力组合奖。5月28日，随宇宙少女参加M-Countdown in China亚洲强音盛典，获得最佳新人奖。6月9日，随宇宙少女出演首个团体综艺节目《宇宙LIKE少女》。9月4日，《My Little Television》中作为节目嘉宾出演。9月14日，参加《明日开球王》并夺得冠军。9月15日，于第十二屆《MBC偶像明星運動會》中的韵律体操项目上夺得冠军。在2016年中秋期间出演的艺人中最受关注的。9月18日，出演《My Little Television》节目，作为主角单独出演并于24日播出。10月，与组合成员吴宣仪、孟美岐参加爱奇艺自制综艺《大牌对王牌》，完成中国综艺首秀。10月9日《MLT》MLT-36中作为孫延在的嘉宾出演节目。。11月16日，随宇宙少女参加亚洲明星盛典，获得“Rising Star”奖。 11月《人气歌谣》特別合作企劃女團Sunny Girls。成員有GFRIEND的Eunha、宇宙少女的程瀟、gu9udan的娜英、Oh My Girl的YooA、MOMOLAND的Nancy一共五人所組成的特別合作女團並表演歌曲。

### 2017年
2017年1月19日，随宇宙少女出席第26届首尔歌谣大赏，获得EPK年度发展赏。1月30日，随宇宙少女参加第十三届《MBC偶像明星运动会》，并在个人项目中获得艺术体操金牌。4月9日，程潇受邀出席第十七届音乐风云榜年度盛典，获得「偶像新勢力獎」。8月，与黄征、王一博、吴宣仪等共同为电影《二次初恋》演唱推广曲《告白情歌》[23] 。9月20日，随宇宙少女出席第1届SORIBADA最佳音乐大奖的颁奖典礼，获得新韩流Rising Hot Star奖。

### 2018年
2018年1月15日，参加第十四屆《MBC偶像明星運動會》韵律体操项目並再次获得了铜牌，也是該屆唯一一位資深選手。1月19日參加愛奇藝製作的選秀綜藝節目《偶像練習生》并担任舞蹈导师。2月8日，程潇参加了湖南卫视的小年夜春晚，并与周洁琼、张新成等演唱了《旺旺贺新年》。2月11日，随宇宙少女参加了平昌冬奥会K-POP祝贺演唱会。2月15日，随宇宙少女参加第十五届《MBC偶像明星运动会》，并在个人项目中获得艺术体操铜牌。4月29日，参加爱奇艺粉丝嘉年华-PAOPAOFANS·泡泡大陆。隨後，因中國政府限韓令壓力原因，與宇宙少女團員中的中國籍成員宣儀、美岐一起開始停止在韓國的活動。8月，与王一博合作为电影《巨齿鲨》演唱宣传曲《鲨影》。9月，与陈飞宇、熊梓淇等合作主演古装武侠剧《天醒之路》，在剧中饰演为人冷傲却天赋极佳的秦家小姐秦桑。11月1日，发布个人单曲《若情》，而该歌曲也是手游《轩辕剑online》的主题曲。12月31日，参加湖南卫视跨年演唱会。

### 2019年
2019年1月29日，参加《湖南卫视春节联欢晚会》。4月，与范丞丞合作主演根据逆苍天网络小说改编的神话武侠剧《灵域》。6月20日，参与录制的滑板青春运动竞技真人秀《极限青春》在腾讯视频播出。

### 2020年
2020年，与許凱合作主演都市愛情甜寵劇《你微笑時很美》。4月23日《天醒之路》開播。6月26日參加優酷選秀綜藝節目《少年之名》並擔任舞蹈導師。與谷嘉誠合作主演古裝劇《卿卿我心》。9月，参加健康生活體驗真人秀綜藝節目《哎呀好身材第二季》。11月，與羅雲熙合作主演都市情感剧《良言寫意》。12月尾，發佈個人單曲《聚焦-X》。

### 2021年
2021年1月9日，與范丞丞合作主演根據逆蒼天網絡小說改編的神話武俠劇  《灵域》 在愛奇藝播出，在劇中飾演天真爛漫性格堅強的凌語詩，獻唱片尾曲《遥望》。並獻唱人物主題曲《斷弦折劍》。6月23日，與許凱合作主演的都市愛情甜寵劇《你微笑時很美》開播。11月30日，與羅雲熙合作主演都市情感剧《良言寫意》開播。12月9日，與谷嘉誠合作主演古裝甜寵剧《卿卿我心》開播。

### 2022年
2022年2月7日，播出《假日暖洋洋2》程瀟飾演程淼，為領銜主演。2月25日程瀟新歌《Lonely Beauty》公布。4月16日于优酷播出，《了不起！舞社》程瀟擔任主理人，是女子齊舞綜藝節目，也是首次将焦点聚集女性舞者的節目。8月21日，參加蒙面類舞蹈競演節目《蒙面舞王第三季》。9月，參演愛情劇《漫影尋蹤》。10月8日，作為飛行嘉賓參加街舞選拔類綜藝《這！就是街舞第五季》。

### 2023年
2023年3月3日，合約到期宣布退出宇宙少女。

## 音乐作品

### 個人
| 年份 | 歌名           | 合作                                                 | 備証                                |
| ---- | -------------- | ---------------------------------------------------- | ----------------------------------- |
| 2018 | 化作星星的少女 | 多荣                                                 | Lion Games Soul Worker（IRIS YUMA） |
| 2018 | 鯊影           | 王一博                                               | 電影《巨齒鯊》宣傳曲                |
| 2018 | 若情           | 無                                                   | 軒轅劍online                        |
| 2020 | 聚焦-X         | 無                                                   | 個人Solo第一單曲                    |
| 2021 | 遙望           | 范丞丞                                               | 《灵域》片尾曲                      |
| 2021 | 斷弦折劍       | 無                                                   | 《灵域》人物主題曲                  |
| 2021 | 第一默契       | 許凱                                                 | 《你微笑時很美》片尾曲              |
| 2022 | Lonely Beauty  | 無                                                   | 個人Solo第二單曲                    |
| 2022 | 果燃痛快       | 許星悠                                               | 《康師傅冰紅茶》                    |
| 2023 | Imagine        | 無                                                   | 個人Solo第三單曲                    |
| 2024 | 小诗句         | 侯明昊、陈都灵、田嘉瑞、林子烨、徐振轩、闫桉、赖伟明 | 《大梦归离》片尾曲                  |
| 2024 | Deja Vu        | 無                                                   | 首张迷你专辑《1st GOLD》            |
| 2024 | Night O'clock  | 無                                                   | 首张迷你专辑《1st GOLD》            |

## 影視作品/綜藝節目
僅列出個人作品，團體請參見宇宙少女影視作品列表。

### 電影
| 首映年份 | 電影名称        | 角色   | 備註 |
| -------- | --------------- | ------ | ---- |
| 2021     | 《唐人街探案3》 | 陸菁菁 | 客串 |
| 2025     | 《向阳·花》     | 郭爱美 |      |
| 2025     | 《分手清单》    | 方盈盈 |      |

### 電視劇/網絡劇
| 播出年份 | 电视剧名称         | 角色         | 備註                     |
| -------- | ------------------ | ------------ | ------------------------ |
| 2020年   | 《唐人街探案》     | 陆菁菁       | 客串第9-12集 ，網絡劇    |
| 2020年   | 《天醒之路》       | 秦桑         | 古裝劇                   |
| 2021年   | 《靈域》           | 凌語詩/無純  | 網絡劇                   |
| 2021年   | 《你微笑時很美》   | 童謠         | 網絡劇                   |
| 2021年   | 《良言寫意》       | 蘇寫意       | 網絡劇                   |
| 2021年   | 《卿卿我心》       | 路卿卿       | 網絡劇                   |
| 2022年   | 《假日暖洋洋2》    | 程淼         |                          |
| 2024年   | 《顏心記》         | 颜南星的分身 | 網絡劇                   |
| 2024年   | 《大夢歸離》       | 裴思婧       | 網絡劇                   |
| 2025年   | 《漫影尋蹤》       | 春櫻         | 客串，網絡劇，2021年拍攝 |
| 2025年   | 《與晉長安》       | 紀天驕       |                          |
| 待播     | 《人之初》         | 龍鈺         |                          |
| 待播     | 《雲襄傳之將進酒》 | 乌青鸾       | 網絡劇                   |
| 待播     | 《玉茗茶骨》       | 荣筠溪       | 網絡劇                   |

### 固定綜藝
| 日期                          | 電視臺               | 節目名稱                | 備註                                                                        |
| ----------------------------- | -------------------- | ----------------------- | --------------------------------------------------------------------------- |
| 2016年6月9日-2016年7月28日    | Mnet                 | 《宇宙LIKE少女》        | 實境真人秀節目                                                              |
| 2017年1月6日－2017年2月3日    | SBS                  | 《丛林的法则》          | 五集固定嘉賓、美娜多篇                                                      |
| 2017年11月2日                 | JTBC2                | 《看宇宙SHOW》          | 實境真人秀節目                                                              |
| 2017年11月24日－2018年1月19日 | KBS2                 | 《芭蕾俱乐部 天鹅CLUB》 |                                                                             |
| 2018年1月19日－2018年4月6日   | 愛奇藝               | 《偶像練習生》          | 舞蹈導師                                                                    |
| 2018年3月4日－2018年4月22日   | 騰訊視頻             | 《闺蜜的完美旅行》      | 與宣儀                                                                      |
| 2018年7月27日－2018年10月19日 | 芒果TV               | 《勇敢的世界》          | 固定嘉賓                                                                    |
| 2018年9月15日－10月13日       | lifetime             | 《睡衣朋友》            | 固定MC，与宋智孝、张允珠、Joy 第5集後，因拍攝《天醒之路》行程衝突，退出節目 |
| 2019年6月20日－8月22日        | 騰訊視頻             | 《极限青春》            | 领队                                                                        |
| 2019年9月6日-11月21日         | 江苏卫视             | 《我们恋爱吧》          | 观察员                                                                      |
| 2020年1月19日－3月8日         | 优酷                 | 《终极高手》第二季      | 俱乐部经理人                                                                |
| 2020年6月26日－8月28日        | 优酷                 | 《少年之名》            | 舞蹈导师                                                                    |
| 2020年9月12日－11月28日       | 芒果TV               | 《哎呀好身材》第二季    | 固定嘉賓                                                                    |
| 2021年6月21日－9月14日        | 芒果TV               | 《扑通扑通的心》        | 扑通研习社观察员                                                            |
| 2022年4月16日-6月25日         | 优酷                 | 《了不起舞社》          | 主理人/领队                                                                 |
| 2023年3月23日-6月2日          | 优酷                 | 《嗨,城市獵人》         | 獵場觀察員                                                                  |
| 2023年4月8日6月10日           | 优酷                 | 《了不起舞社》第二季    | 主理人                                                                      |
| 2023年7月21日                 | 芒果TV 湖南卫视      | 《中餐厅》第七季        | 固定嘉賓／前台和翻譯員                                                      |
| 2023年11月25日                | 无线电视、优酷国际版 | 《亚洲超星团 》         | 导师                                                                        |
| 2024年8月24日                 | 腾讯视频             | 《战至巅峰》第三季      | 固定嘉宾                                                                    |

### 綜藝（飞行嘉宾）
| 日期           | 電視臺   | 節目名稱                 | 備註         |
| -------------- | -------- | ------------------------ | ------------ |
| 2016年9月4日   | MBC      | 《My Little Television》 |              |
| 2016年9月24日  | MBC      | 《My Little Television》 | 主要嘉宾     |
| 2016年10月9日  | MBC      | 《My Little Television》 | 孙延在的嘉宾 |
| 2016年10月29日 | SBS      | 《白种元的三大天王》     |              |
| 2016年9月14日  | SBS      | 《明日开球王》           | 开球选手     |
| 2016年9月15日  | MBC      | 《MBC偶像明星运动会》    | 韵律体操选手 |
| 2017年1月30日  | MBC      | 《MBC偶像明星运动会》    | 韵律体操选手 |
| 2018年1月15日  | MBC      | 《MBC偶像明星运动会》    | 韵律体操选手 |
| 2016年10月2日  | MBC      | 《Section TV 演艺通信》  |              |
| 2016年10月2日  | MBC      | 《神秘音乐秀：蒙面歌王》 |              |
| 2016年10月5日  | SBS      | 《寻笑人》               |              |
| 2016年10月13日 | KBS2     | 《Happy Together 3》     |              |
| 2016年10月28日 | 爱奇艺   | 《大牌对王牌》           | 与宣仪、美岐 |
| 2016年11月18日 | 优酷     | 《火星情报局》第二季     |              |
| 2017年3月9日   | tvN      | 《人生酒馆》             |              |
| 2017年9月22日  | 优酷     | 《抱走吧！爱豆》         | 与宣仪、美岐 |
| 2017年12月5日  | KBS2     | 《龙属相俱乐部》         | EP5, EP6     |
| 2017年12月12日 | KBS2     | 《龙属相俱乐部》         | EP5, EP6     |
| 2018年4月27日  | 江苏卫视 | 《嗨！唱起来》           | 第1期、第2期 |
| 2018年5月24日  | 江苏卫视 | 《嗨！唱起来》           | 第1期、第2期 |
| 2018年6月10日  | 湖南卫视 | 《天天向上》             |              |
| 2018年8月5日   | 湖南卫视 | 《天天向上》             |              |
| 2018年9月24日  | 湖南卫视 | 《天天向上》             |              |
| 2020年7月19日  | 湖南卫视 | 《天天向上》             |              |
| 2018年7月7日   | 湖南卫视 | 《快乐大本营》           |              |
| 2018年9月8日   | 湖南卫视 | 《快乐大本营》           |              |
| 2020年1月4日   | 湖南卫视 | 《快乐大本营》           |              |
| 2018年12月14日 | 湖南卫视 | 《亲爱的·客栈》第二季    | 第10期       |
| 2019年1月5日   | 芒果TV   | 《野生厨房》             | 第11期       |
| 2019年12月3日  | 爱奇艺   | 《变身总动员》           | 第5期        |
| 2020年6月19日  | 浙江卫视 | 《奔跑吧》第四季         | 第4期        |
| 2022年1月11日  | 搜狐视频 | 《雪地里撒野的朋友们》   |              |
| 2022年8月14日  | 江苏卫视 | 《蒙面舞王》第三季       | 第7期        |
| 2022年8月21日  | 江苏卫视 | 《蒙面舞王》第三季       | 第8期        |
| 2022年9月4日   | 江苏卫视 | 《蒙面舞王》第三季       | 第10期       |
| 2022年8月21日  | 湖南卫视 | 《美好年华研习社》       | 第3期        |
| 2022年10月8日  | 优酷     | 《这！就是街舞》第五季   | 第9期        |
| 2022年10月15日 | 优酷     | 《这！就是街舞》第五季   | 第10期       |
| 2022年10月22日 | 优酷     | 《这！就是街舞》第五季   | 第11期       |
| 2023年8月18日  |          | 《姐姐妹妹俱乐部》       |              |
| 2024年7月5日   | 浙江卫视 | 《天赐的声音》第五季     | 第11期       |
| 2024年8月31日  | 湖南卫视 | 《盲盒旅行局》           | 先导片       |
| 2024年9月7日   | 湖南卫视 | 《盲盒旅行局》           | 第1期        |

## 獎項
| 年份 | 頒獎典禮                 | 獎項                 |
| ---- | ------------------------ | -------------------- |
| 2012 | 第十届桃李杯舞蹈大赛     | 民族民间舞群舞二等奖 |
| 2016 | 明天的开球王             | 开球王冠军           |
| 2016 | 第十二屆偶像明星運動會   | 藝術體操金牌         |
| 2016 | MBC放送演艺大赏          | 综艺部门女子新人赏   |
| 2017 | 第十三屆偶像明星運動會   | 藝術體操銅牌         |
| 2017 | 第17屆音樂風雲榜年度盛典 | 偶像新勢力獎         |
| 2018 | 第十四届偶像明星運動會   | 藝術體操銅牌         |
| 2018 | COSMO時尚美麗盛典        | 青春美麗偶像         |
| 2019 | 新浪時尚風格大賞         | 年度人氣偶像         |
| 2021 | Wonderland仙境之夜       | 年度新锐女演员       |
| 2021 | 新浪時尚風格大賞         | 年度時尚表現力藝人   |
| 2021 | 瑞丽美容大赏             | 年度风尚演员         |
| 2023 | 2022搜狐时尚盛典         | 年度时尚影响力女明星 |
| 2024 | 2024爱奇艺尖叫之夜       | 年度十佳演员         |